# عبد الحليم (سياسي)
عبد الحليم (بالإندونيسية: Abdoel Halim)‏ هو لاعب كرة قدم وسياسي إندونيسي وماليزي، ولد في 27 ديسمبر 1911 في بوكيتنغي في إندونيسيا، وتوفي في 7 يونيو 1987 في جاكرتا في إندونيسيا. حزبياً، نشط في لاحزبي ‏. وقد انتخب وزير الدفاع (1950 – 1951) وانتخب رئيس وزراء إندونيسيا (16 يناير 1950 – 5 سبتمبر 1950).